# Мандас
Мандас (итал. Mandas) — коммуна в Италии, располагается в регионе Сардиния, подчиняется административному центру Кальяри.
Население составляет 2441 человек (на 2003 г.), плотность населения составляет 54,2 чел./км². Занимает площадь 45,04 км². Почтовый индекс — 9040. Телефонный код — 070.
Покровителем коммуны почитается святой апостол Иаков Старший, празднование 25 июля.